# Väiku-Apja
Väiku-Apja (est. Väiku-Apja järv) – jezioro w Estonii, w prowincji Valgamaa, w gminie Karula. Położone jest na południe od wsi Koobassaare. Ma powierzchnię 6,3 ha linię brzegową o długości 1013 m, długość 450 m i szerokość 295 m. Sąsiaduje z jeziorami Lajassaarõ, Ahnõjärv, Pautsjärv, Vihmjärv, Suur-Apja. Położone jest na terenie Parku Narodowego Karula.